# Гранџ
Гранџ је поджанр алтернативног рока. Гранџ је на врхунцу популарности био почетком 90-их година. Настао је мешањем хардкор панка и хеви метала.
Најважнија обележја гранџа су изразито дисторзиран (изобличен) звук гитаре, силовито ударање бубњева, углавном спорији темпо, те текстови песама који балансирају између идеализма и песимизма. Популарност групе Нирвана (Nirvana) узроковала је пораст интересовања и за остале гранџ групе Нирванаиз Сијетла као што су Перл Џем (Pearl Jam), Саундгарден (Soundgarden), Алис ин Чејнс (Alice in Chains) и Мадхани (Mud Honey).

## Историја
Гранџ је настао у Сијетлу у 80-им годинама 20. века. Настао је мешањем хардкор панка и хеви метала. Први бендови нису имали никакав комерцијалан успех и нису били познати ван Сијетла. Неки од првих бендова су били Mudhoney, Mother Love Bone и Soundgarden. Мадхани није никада постигао тако велики успех јер се нису одрицали својих музичких ставова, Мадер лав боун се распао након смрти фронтмена, али су остали чланови формирали светски познат бенд Перл џем, док је Саундгарден такође постигао велики успех у 90-им годинама 20. века.

## Успех
Свој прави успех гранџ постиже почетком 90-их када је најпознатији гранџ бенд Нирвана 1991. избацио свој други по реду студијски албум Nevermind са хит синглом Smells Like Teen Spirit. Нирвана тако није само себи отворила пут ка светској рок сцени, него и другим гранџ бендовима из Сијетла међу којима су Перл џем, Алис ин чејнс и Саундгарден. После Нирваниног Neverminda, Перл џем је избацио свој велики албум Ten, као и Алис ин чејнс албум Dirt и Саундгарден албум Superunknown. Ова четири бенда уједно представљају велику гранџ четворку. Један од познатијих гранџ бендова који није из Сијетла је Stone Temple Pilots.

## Крај гранџа и пост гранџ
5. априла 1994. фронтмен Нирване Курт Кобејн након великих проблема са дрогом одузима себи живот. То је био не само крај Нирване, него и пад популарности гранџа уопште. Након његове смрти сви новоформирани гранџ бендови су називани пост-гранџ бендовима. Један од њих је био и Foo Fighters, бенд бившег бубњара Нирване Дејва Грола. Перл џем је имао великих проблема са продајом карата јер су имали сукоб са Тикетмастерсом, а паду је допринела и чињеница да чланови бенда нису желели да снимају спотове. Када је у саобраћајној несрећи погинула девојка Лејна Стејлија (Алис ин чејнс), он пада у депресију и почиње да узима дрогу у великим количинама. Умро је 5. априла 2002, истог датума кад и Курт Кобејн, али осам година касије. Саундгарден се распао 1997, али се поново вратио 2010. Алис ин чејнс се такође вратио са новим певачем. Перл џем је остао једини велики гранџ бенд, који није правио паузе. У значајне пост-гранџ бендове се убрајају Foo Fighters, Seether и Nickelback.